# Elisabetta Gualmini
Elisabetta Gualmini (nascida em 17 de maio de 1968 em Modena) é uma política italiana que foi eleita membro do Parlamento Europeu em 2019. Desde então, ela serviu na Comissão dos Orçamentos e na Comissão do Emprego e dos Assuntos Sociais. Para além das suas atribuições nas comissões, faz parte da delegação do Parlamento à Comissão Parlamentar de Cooperação UE-Rússia.